# Eberhard Isenmann
Eberhard Isenmann (* 4. Dezember 1944 in Ulm) ist ein deutscher Historiker.
Eberhard Isenmann studierte von 1964 bis 1969 an der Universität Tübingen die Fächer Anglistik, Germanistik, Geschichte sowie Politikwissenschaft, Philosophie und Pädagogik. 1969 legte er die wissenschaftliche Prüfung für das Lehramt an Gymnasien in den Fächern Deutsch und Geschichte ab.
Von 1971 bis 1974 war er Verwalter einer Wissenschaftlichen Assistentenstelle am Historischen Seminar der Universität Tübingen, in dieser Zeit noch in der Abteilung für Neuere Geschichte. Er wurde 1975 promoviert und hatte anschließend 1975 bis 1985 eine Stelle als Wissenschaftlicher Assistent am Historischen Seminar der Universität Tübingen, Abteilung für Neuere Geschichte inne. Die Habilitation erfolgte 1983 für die Fächer Mittlere und Neuere Geschichte an der Universität Tübingen mit der Schrift Kaiserliche Obrigkeit, Reichsgewalt und ständischer Untertanenverband. Von 1985 bis 1989 lehrte er in Tübingen als Professor (C2) mit dem Arbeitsbereich „Verfassungsgeschichte des späten Mittelalters und der Neuzeit“. Im Jahr 1990 folgten die Ernennung zum außerplanmäßigen Professor sowie Lehrstuhlvertretungen an den Universitäten in Tübingen und Mannheim. Im Jahr 1992 erhielt er einen Ruf auf die C3-Professur für das Fach Geschichte des Mittelalters an der Universität-Gesamthochschule Essen und von 1993 bis 1999 lehrte er als Universitätsprofessor (C4) das Fach Mittelalterliche Geschichte, insbesondere Geschichte des späten Mittelalters an der Ruhr-Universität Bochum. Ab 1999 lehrte Isenmann als Professor für die Geschichte des Spätmittelalters an der Universität zu Köln. Er trat am 1. April 2010 in den Ruhestand. Seine Nachfolgerin in Köln wurde Sabine von Heusinger. Er ist Mitglied der Vereinigung für Verfassungsgeschichte.
Zu seinen Schwerpunkten in Lehre und Forschung gehören die Reichsgeschichte im Spätmittelalter, die Stadtgeschichte in Mittelalter und früher Neuzeit, die Sozial- und Wirtschaftsgeschichte (Wirtschaftsethik, Handels-, Finanz- und Steuergeschichte) sowie die Verfassungs- und Rechtsgeschichte (Reichs- und Stadtverfassung, Wirtschaftsrecht, Gesetzgebung, gelehrte Juristen, Rechtsgutachten, römisch-kanonisches Recht in Deutschland). Isenmann hat hierzu verschiedentlich publiziert. Seine 1988 erschienene Geschichte der deutschen Stadt im Spätmittelalter wurde zum Standardwerk. Eine vollständig überarbeitete, zeitlich und inhaltlich erheblich erweiterte Neubearbeitung des Werks ist 2012 und in verbesserter 2. Auflage 2014 erschienen.

## Schriften (Auswahl)
- Kaiser und Reich. Untersuchungen zur Reichsregierung unter Kaiser Friedrich III. in den Jahren 1452–1486. Dissertation, Universität Tübingen 1975 (außerdem veröffentlicht als: Reichsfinanzen und Reichssteuern im 15. Jahrhundert. In: Zeitschrift für historische Forschung 7, 1980, S. 1–76).
- Kaiserliche Obrigkeit, Reichsgewalt und ständischer Untertanenverband. Untersuchungen zu Reichsdienst und Reichspolitik der Stände und Städte in der zweiten Hälfte des 15. Jahrhunderts. Habilitationsschrift, Tübingen 1983 (Volltext).
- Die deutsche Stadt im Spätmittelalter 1250–1500. Stadtgestalt, Recht, Stadtregiment, Kirche, Gesellschaft, Wirtschaft (= UTB). Ulmer, Stuttgart 1988, ISBN 3-8001-2571-4.
- Die deutsche Stadt im Mittelalter. 1150–1550. Stadtgestalt, Recht, Stadtregiment, Kirche, Gesellschaft, Wirtschaft. 2. Auflage. Böhlau, Köln Weimar 2014, ISBN 978-3-412-22358-8 (eingeschränkte Vorschau in der Google-Buchsuche).
- Die Städte auf den Reichstagen im ausgehenden Mittelalter. In: Peter Moraw (Hrsg.): Deutscher Königshof, Hoftag und Reichstag im späten Mittelalter. Thorbecke, Stuttgart 2002, S. 547–577 (uni-heidelberg.de).
- Die Ehre und die Stadt im Spätmittelalter und zu Beginn der frühen Neuzeit (Teilbd. II von Die Ehre, hrsg. von Dorothea Klein). Königshausen & Neumann, Würzburg 2019, ISBN 978-3-8260-6736-5.
- Reichsfinanzen und Reichssteuern im 15. Jahrhundert. In: Zeitschrift für historische Forschung 7, 1980, S. 129–218.
- Die gelehrten Juristen und das Recht. Zur rationalen und konstruktiven Durchdringung der Rechtsverhältnisse im spätmittelalterlichen Deutschland mit Hilfe des römisch-kanonischen Rechts (Monografie).
- mit Mechthild Isenmann: Das Innenverhältnis einer spätmittelalterlichen Handelsgesellschaft und die Ausweitung interner Konflikte – Hans Arzt und Gesellschaft, Anton Paumgartner und die Reichsstadt Nürnberg (1447–1471). In: Vierteljahrschrift für Sozial- und Wirtschaftsgeschichte. Band 101, Nr. 4, 2014, S. 432–487, JSTOR:24548735.

Vorträge
- Vortrag von Eberhard Isenmann Max Webers ‚Stadt‘. Idealtypus und Empirie am 3. August 2020 auf dem Youtube-Kanal der Universität Heidelberg (zuletzt abgerufen am 5. Oktober 2022).